# Щукин, Роман Александрович
Роман Александрович Щукин (род. 2 октября 2001, Котлас) — российский спортсмен-шашист, мастер спорта России (2018), международный гроссмейстер (2021), гроссмейстер России (2024). Чемпион мира в молниеносной программе (2024), Чемпион Европы по версии IDF (2023, 2025). Чемпион мира в командном зачёте (2022). Победитель (2021) и призёр чемпионатов России по русским шашкам, чемпион мира и Европы среди молодёжи по русским шашкам (2021). Лучший спортсмен 2021 и 2023 года по русским шашкам по результатам опроса Федерации шашек России.

## Спортивные результаты
Тренируется в Санкт-Петербургской спортивной школе олимпийского резерва по шахматам и шашкам у Владимира и Антонины Лангиных. Победитель и призёр юниорского первенства России по русским шашкам и молодёжных чемпионатов Европы и мира 2021 года в классической программе.
В чемпионате России 2020 года по русским шашкам занял второе место в классической программе. В командном чемпионате России 2020 года завоевал в составе сборной Санкт-Петербурга золотую медаль в быстрых шашках и бронзовую в блице (показав в этом виде также второй результат на своей доске).
В командном чемпионате мира по русским шашкам 2021 года занял со сборной России 2-е место, не проиграв на своей доске ни одной партии. На личном чемпионате России 2021 года завоевал чемпионское звание в классической программе и блице и бронзовую медаль в рапиде.
В 2022 стал чемпионом России в командном зачёте по блицу в составе команды сборной Санкт-Петербурга. В августе этого же года стал чемпионом мира в составе сборной команды российских шашистов в молниеносной и классической программе.
На чемпионате Европы 2023 года (по версии IDF) занял 1-е место в классической программе и 3-е место в рапиде. 4 июня 2024 года приказом министерства спорта Российской Федерации присвоено звание «гроссмейстер России». В сентябре 2024 года в Подмосковье выиграл чемпионат мира в блице по версии IDF. В апреле 2025 года в Кемере защитил звание чемпиона Европы по версии IDF, опередив по дополнительному показателю представляющего Беларусь Игоря Михальченко.

## Биография
Родился 2 октября 2001 года в городе Котлас (Архангельская область). Начал заниматься шашками с 4 лет.
Выполнил норматив кандидата в мастера спорта в 2012 году, а мастера спорта в 2017. В 2019 году окончил школу № 7 Котласа. Учился в НГУ им. П. Ф. Лесгафта в 2023 году.